# Sportlövészet a 2020. évi nyári olimpiai játékokon
A 2020. évi nyári olimpiai játékokon a sportlövészetben összesen 15 versenyszámot rendeztek meg. A sportlövészet versenyszámait július 24. és augusztus 2. között rendezték meg.

## Éremtáblázat
(A táblázatokban a rendező nemzet sportolói eltérő háttérszínnel, az egyes számoszlopok legmagasabb értéke vagy értékei vastagítással kiemelve.)
| A 2020. évi nyári olimpiai játékok éremtáblázata sportlövészetben | A 2020. évi nyári olimpiai játékok éremtáblázata sportlövészetben | A 2020. évi nyári olimpiai játékok éremtáblázata sportlövészetben | A 2020. évi nyári olimpiai játékok éremtáblázata sportlövészetben | A 2020. évi nyári olimpiai játékok éremtáblázata sportlövészetben | Olimpia  |
| ----------------------------------------------------------------- | ----------------------------------------------------------------- | ----------------------------------------------------------------- | ----------------------------------------------------------------- | ----------------------------------------------------------------- | -------- |
|                                                                   | Ország                                                            | Arany                                                             | Ezüst                                                             | Bronz                                                             | Összesen |
| 1.                                                                | Kína (CHN)                                                        | 4                                                                 | 1                                                                 | 6                                                                 | 11       |
| 2.                                                                | Egyesült Államok (USA)                                            | 3                                                                 | 2                                                                 | 1                                                                 | 6        |
| 3.                                                                | Az Orosz Olimpiai Bizottság versenyzői (ROC)                      | 2                                                                 | 4                                                                 | 2                                                                 | 8        |
| 4.                                                                | Csehország (CZE)                                                  | 1                                                                 | 1                                                                 | 0                                                                 | 2        |
| 5.                                                                | Svájc (SUI)                                                       | 1                                                                 | 0                                                                 | 1                                                                 | 2        |
| 6.                                                                | Franciaország (FRA)                                               | 1                                                                 | 0                                                                 | 0                                                                 | 1        |
| 6.                                                                | Irán (IRI)                                                        | 1                                                                 | 0                                                                 | 0                                                                 | 1        |
| 6.                                                                | Spanyolország (ESP)                                               | 1                                                                 | 0                                                                 | 0                                                                 | 1        |
| 6.                                                                | Szlovákia (SVK)                                                   | 1                                                                 | 0                                                                 | 0                                                                 | 1        |
|                                                                   |                                                                   |                                                                   |                                                                   |                                                                   |          |
| 10.                                                               | San Marino (SMR)                                                  | 0                                                                 | 1                                                                 | 1                                                                 | 2        |
| 10.                                                               | Szerbia (SRB)                                                     | 0                                                                 | 1                                                                 | 1                                                                 | 2        |
| 12.                                                               | Bulgária (BUL)                                                    | 0                                                                 | 1                                                                 | 0                                                                 | 1        |
| 12.                                                               | Dánia (DEN)                                                       | 0                                                                 | 1                                                                 | 0                                                                 | 1        |
| 12.                                                               | Dél-Korea (KOR)                                                   | 0                                                                 | 1                                                                 | 0                                                                 | 1        |
| 12.                                                               | Kuba (CUB)                                                        | 0                                                                 | 1                                                                 | 0                                                                 | 1        |
| 12.                                                               | Olaszország (ITA)                                                 | 0                                                                 | 1                                                                 | 0                                                                 | 1        |
|                                                                   |                                                                   |                                                                   |                                                                   |                                                                   |          |
| 17.                                                               | Kuvait (KUW)                                                      | 0                                                                 | 0                                                                 | 1                                                                 | 1        |
| 17.                                                               | Nagy-Britannia (GBR)                                              | 0                                                                 | 0                                                                 | 1                                                                 | 1        |
| 17.                                                               | Ukrajna (UKR)                                                     | 0                                                                 | 0                                                                 | 1                                                                 | 1        |
|                                                                   |                                                                   |                                                                   |                                                                   |                                                                   |          |
| Összesen                                                          | Összesen                                                          | 15                                                                | 15                                                                | 15                                                                | 45       |

## Érmesek

### Férfi
| A 2020. évi nyári olimpiai játékok érmesei férfi sportlövészetben |                                                 |       |                                                                   |       |                                              |       |
| Versenyszám                                                       | Arany                                           | Arany | Ezüst                                                             | Ezüst | Bronz                                        | Bronz |
| Légpisztoly (10 m)                                                | Javad Foroughi · Irán (IRI)                     | 244,8 | Damir Mikec · Szerbia (SRB)                                       | 237,9 | Pang Vej (Pang Wei) · Kína (CHN)             | 217,6 |
| Légpuska (10 m)                                                   | William Shaner · Egyesült Államok (USA)         | 251,6 | Seng Li-hao (Sheng Lihao) · Kína (CHN)                            | 250,9 | Jang Hao-zsan (Yang Haoran) · Kína (CHN)     | 229,4 |
| Gyorstüzelő pisztoly (25 m)                                       | Jean Quiquampoix · Franciaország (FRA)          | 34    | Leuris Pupo · Kuba (CUB)                                          | 29    | Li Jüe-hung (Li Yuehong) · Kína (CHN)        | 26    |
| Sportpuska, összetett (50 m)                                      | Csang Csang-hung (Zhang Changhong) · Kína (CHN) | 466,0 | Szergej Kamenszkij · Az Orosz Olimpiai Bizottság versenyzői (ROC) | 464,2 | Milenko Sebić · Szerbia (SRB)                | 448,2 |
| Skeet                                                             | Vincent Hancock · Egyesült Államok (USA)        | 59    | Jesper Hansen · Dánia (DEN)                                       | 55    | Abdullah Alrashidi · Kuvait (KUW)            | 46    |
| Trap                                                              | Jiří Lipták · Csehország (CZE)                  | 43+7  | David Kostelecký · Csehország (CZE)                               | 43+6  | Matthew Coward-Holley · Nagy-Britannia (GBR) | 33    |

### Női
| A 2020. évi nyári olimpiai játékok érmesei női sportlövészetben |                                                                     |       |                                                                      |       |                                                                |       |
| Versenyszám                                                     | Arany                                                               | Arany | Ezüst                                                                | Ezüst | Bronz                                                          | Bronz |
| Légpisztoly (10 m)                                              | Vitalina Bacaraskina · Az Orosz Olimpiai Bizottság versenyzői (ROC) | 240,3 | Antoaenta Kosztadinova · Bulgária (BUL)                              | 239,4 | Csiang Zsan-hszin (Jiang Ranxin) · Kína (CHN)                  | 218,0 |
| Légpuska (10 m)                                                 | Jang Csien (Yang Qian) · Kína (CHN)                                 | 251,8 | Anasztaszija Galisina · Az Orosz Olimpiai Bizottság versenyzői (ROC) | 251,1 | Nina Christen · Svájc (SUI)                                    | 230,6 |
| Sportpisztoly (25 m)                                            | Vitalina Bacaraskina · Az Orosz Olimpiai Bizottság versenyzői (ROC) | 38+4  | Kim Mindzsong (Kim Min-jeong) · Dél-Korea (KOR)                      | 38+1  | Hsziao Csia-zsuj-hszüan (Xiao Jiaruixuan) · Kína (CHN)         | 29    |
| Sportpuska, összetett (50 m)                                    | Nina Christen · Svájc (SUI)                                         | 463,9 | Anasztaszija Galisina · Az Orosz Olimpiai Bizottság versenyzői (ROC) | 461,9 | Julija Karimova · Az Orosz Olimpiai Bizottság versenyzői (ROC) | 450,3 |
| Skeet                                                           | Amber English · Egyesült Államok (USA)                              | 56    | Diana Bacosi · Olaszország (ITA)                                     | 55    | Vej Meng (Wei Meng) · Kína (CHN)                               | 46    |
| Trap                                                            | Zuzana Rehák-Štefečeková · Szlovákia (SVK)                          | 43    | Kayle Browning · Egyesült Államok (USA)                              | 42    | Alessandra Perilli · San Marino (SMR)                          | 29    |

### Vegyes csapat
| A 2020. évi nyári olimpiai játékok érmesei vegyes csapat sportlövészetben |                                                                     |                                                                                          |                                                                                     |
| Versenyszám                                                               | Arany                                                               | Ezüst                                                                                    | Bronz                                                                               |
| Légpisztoly (10 m)                                                        | Kína (CHN) · Csiang Zsan-hszin (Jiang Ranxin) · Pang Vej (Pang Wei) | Az Orosz Olimpiai Bizottság versenyzői (ROC) · Vitalina Bacaraskina · Artyom Csernouszov | Ukrajna (UKR) · Olena Kosztevics · Oleh Omelcsuk                                    |
| Légpuska (10 m)                                                           | Kína (CHN) · Jang Csien (Yang Qian) · Jang Hao-zsan (Yang Haoran)   | Egyesült Államok (USA) · Mary Tucker · Lucas Kozeniesky                                  | Az Orosz Olimpiai Bizottság versenyzői (ROC) · Julija Karimova · Szergej Kamenszkij |
| Trap                                                                      | Spanyolország (ESP) · Alberto Fernández · Fátima Gálvez             | San Marino (SMR) · Gian Marco Berti · Alessandra Perilli                                 | Egyesült Államok (USA) · Brian Burrows · Madelynn Bernau                            |